# هپندورف
هپندورف (به آلمانی: Heppendorf) یک منطقهٔ مسکونی در آلمان است که در الزدورف واقع شده‌است. هپندورف ۱٬۹۱۴ نفر جمعیت دارد.